# Autobiografija
Autobiografija je oblik biografije, pisan u prvom licu.
U povijesti se ovaj oblik pojavio s Ispovijestima sv. Aurelija Augustina, koji je kasnije slijedio i Jean-Jacques Rousseau.
Poseban oblik autobiografije su memoari, gdje naglasak nije na faktografiji, nego na uspomenama, osjećajima, sjećanjima.